# Nowhere (album)
Nowhere is het debuutalbum van de Britse groep Ride. Het wordt vaak beschouwd als een van de belangrijkste albums uit het shoegazegenre, samen met Loveless van My Bloody Valentine.
Het werd uitgegeven op 15 oktober 1990 bij het label Creation Records. De opnames vonden plaats in de Blackwing studios te Londen.

## Nummers
1. "Seagull"
2. "Kaleidoscope"
3. "In A Different Place"
4. "Polar Bear"
5. "Dreams Burn Down"
6. "Decay"
7. "Paralysed"
8. "Vapour Trail"
(de volgende nummers werden later toegevoegd aan de cd-versie)
9. "Taste"
10. "Here And Now"
11. "Nowhere"

(totale lengte: 51:52)
Het album bestond oorspronkelijk uit enkel de eerste acht nummers. De nummers "Taste", "Here And Now" en "Nowhere" stonden op de EP "Fall" en werden toegevoegd aan de CD versie van het album, om een meerwaarde te vormen voor de CD's die toen duurder waren dan de klassieke platen.

## Heruitgave
Het album werd op 24 september 2001 opnieuw uitgegeven met de eerder genoemde 11 nummers, plus nog enkele nummers van de "Today Forever" EP:
1. "Unfamiliar"
2. "Sennen"
3. "Beneath"
4. "Today"